# Theridion oswaldocruzi
Theridion oswaldocruzi là một loài nhện trong họ Theridiidae.
Loài này thuộc chi Theridion. Theridion oswaldocruzi được Herbert Walter Levi miêu tả năm 1963.